# Frank Sivero
Frank Sivero (de son nom complet Francesco LoGiudice) est un acteur italo-américain né le 6 janvier 1952 à Agrigente (Sicile)

## Biographie
Connu pour son rôle de Genco Abbandando dans Le Parrain II et de Frankie Carbone dans Les Affranchis.

## Filmographie
- 1972 : Le Parrain (The Godfather) de Francis Ford Coppola : Extra
- 1973 : Le Fauve (Shamus) : Bookie
- 1974 : Le Flambeur (The Gambler) de Karel Reisz : Donny's driver
- 1974 : Le Parrain II (The Godfather: Part II) : Genco Abbandando
- 1977 : New York, New York : Eddie Di Muzio
- 1977 : The Billion Dollar Hobo : Ernie
- 1977 : The Godfather Saga (feuilleton TV) : Genco Abbandando
- 1979 : Fyre : Pickpocket
- 1981 : Going Ape! de Jeremy Joe Kronsberg (en) : Bad Habit
- 1982 : Fighting Back : Frank Russo
- 1983 : Likely Stories, Vol. 3 (TV) : Danny
- 1983 : Likely Stories, Vol. 2 (série TV) : Frank
- 1983 : Blood Feud (TV) : Anthony russo
- 1984 : New York, deux heures du matin (Fear City) : Mobster #2
- 1984 : The Ratings Game (TV) : Bruno
- 1986 : Y a-t-il quelqu'un pour tuer ma femme? (Ruthless People) : The Mugger
- 1986 : Paiement cash (52 Pick-Up) : Vendor
- 1987 : The Galucci Brothers : Frankie
- 1988 : Crossing the Mob (TV) : Frank
- 1990 : Les Affranchis (Goodfellas) : Frankie Carbone
- 1992 : Amazing Stories: Book One (vidéo) : Franky
- 1992 : The Godfather Trilogy: 1901-1980 (vidéo) : Genco Abbandando
- 1993 : Painted Desert : Johnny
- 1993 : Un flic et demi (Cop and ½) : Chu
- 1993 : Fist of Honor : Frankie Pop
- 1994 : Possessed by the Night : Murray Dunlap
- 1997 : Dumb Luck in Vegas : Snake
- 1998 : Wedding singer - Demain on se marie! (The Wedding Singer) : Andy
- 1998 : Urban Relics : Tommy Two-Lips
- 1999 : Carlo's Wake : Uncle Leo
- 1999 : Foolish : Giovanni
- 1999 : Mariah #1's (vidéo) : Henchman (segment "Honey")
- 2000 : Little Nicky : Alumni Hall Announcer
- 2001 : Sexy Devil : Luigi
- 2002 : Final Breakdown : LaTrenta
- 2004 : Aviator (The Aviator) : Photographe